# Ministeri de Mitjans de Comunicació de Luxemburg
El Ministeri de Mitjans de Comunicació de Luxemburg (luxemburguès Kommunikatiounsministere vu Lëtzebuerg; francès Ministeri des Communications et des Médias) és un ministeri del gabinet de Luxemburg. El ministre de Mitjans de Comunicació és el responsable de supervisar la regulació del correu electrònic, de la ràdio i la televisió així com de la difusió i la distribució de la banda (freqüència).
Fins al 23 de juliol de 2009, el càrrec era conegut com a «Ministre de Comunicacions» (en francès: Ministre des Communications).

## Llista de ministres de Mitjans de Comunicació
| Ministre            | Ministre                         | Partit | Data inici            | Data fi              | Primer Ministre       |
| ------------------- | -------------------------------- | ------ | --------------------- | -------------------- | --------------------- |
|                     | Alex Bodry                       | LSAP   | 14 de juliol de 1989  | 13 de juliol de 1994 | Jacques Santer        |
|                     | Mady Delvaux-Stehres             | LSAP   | 13 de juliol de 1994  | 26 de gener de 1995  | Jacques Santer        |
| 26 de gener de 1995 | Mady Delvaux-Stehres             | LSAP   | 7 d'agost de 1999     | Jean-Claude Juncker  |                       |
|                     | François Biltgen (primer mandat) | CSV    | 7 d'agost de 1999     | Jean-Claude Juncker  | 31 de juliol de 2004  |
|                     | Jean-Louis Schiltz               | CSV    | 31 de juliol de 2004  | Jean-Claude Juncker  | 23 de juliol de 2009  |
|                     | François Biltgen (segon mandat)  | CSV    | 23 de juliol de 2009  | Jean-Claude Juncker  | 4 de desembre de 2013 |
|                     | Xavier Bettel                    | DP     | 4 de desembre de 2013 | Al càrrec            | Xavier Bettel         |